# Лёгок на помине
«Лёгок на поми́не» — российский комедийный фильм режиссёров Ивана Китаева и Евгения Абызова. Мировая премьера фильма состоялась 20 февраля 2014 года на Фестивале комедийного кино в Монако. В российский прокат фильм вышел 6 марта 2014 года. Съёмки проходили с мая по июнь 2013 года.

## Сюжет
Павел Басов успешный риелтор, совершивший немало полулегальных сделок. Он получает задание от своего дяди — владельца риелторской компании, беспринципного бизнесмена. Басову необходимо получить доверенность на куплю-продажу старинного поместья, а для этого втереться в доверие к владелице недвижимости, одинокой старушке. Риелтор получает бумагу и начинает готовить поместье к продаже. Когда наступает ночь, с Павлом начинают происходить необъяснимые события — он внезапно перемещается к тем людям, которые о нём подумали.

## В ролях
| Актёр                | Роль                            |
| -------------------- | ------------------------------- |
| Гарик Харламов       | Павел Николаевич Басов, риелтор |
| Кристина Асмус       | Елизавета, флорист              |
| Екатерина Васильева  | Алина Степановна Горская        |
| Анна Банщикова       | Анастасия                       |
| Александр Ревва      | Леонид                          |
| Татьяна Космачёва    | секретарь Павла                 |
| Владимир Яглыч       | Глеб, однокурсник Павла         |
| Сергей Сафронов      | фокусник в цирке, друг Глеба    |
| Юрий Кузнецов        | отец Павла                      |
| Анна Антонова        | Алла                            |
| Александр Самойленко | Роман, дядя и начальник Павла   |
| Михаил Горевой       | Борис                           |
| Андрей Федорцов      | врач-психиатр                   |

## Премьера
Премьера на телевидении состоялась 13 августа 2014 года на телеканале СТС.

## Критика
Фильм получил смешанные отзывы кинокритиков. Подмечалась неплохая игра Гарика Харламова в юмористических сценах, но при этом он, по мнению критиков, чрезвычайно слабо показал себя в драматических и эмоциональных элементах:

Как к хохмачу и шутнику к нему [Харламову] нет совершенно никаких претензий — его умение смешить общеизвестно и сомнению не подлежит. А вот с другими сторонами актёрских образов Гарику справляться удается слабо. Не слишком убедительным у него получается циник, оттяпывающий у пенсионерок дома и квартиры, а в романтических сценах ему не хватает какой-то искренности и обыкновенной приземлённой влюблённости, в трагической сцене с отцом Гарик и вовсе ужасен.— Евгений Ухов
Главным достоинством фильма критики называли качественный и толковый для российского развлекательного кино сценарий:

Все сюжетные линии гармонично сочетаются и успешно разрешаются в финале; в этой истории нет ничего лишнего, зато она наполнена самыми разными событиями. А ещё сценаристы очень хорошо знают, что такое добро и чем оно отличается как от его имитации, так и от зла… Конечно, сюжет во многом предсказуем, но это предсказуемость хорошей сказки, в которой добро побеждает, потому что оно умнее, смелее и самоотверженнее зла.— Светлана Степнова